# David di Donatello 1990

Nino Manfredi riceve il premio speciale con al fianco Stefania Sandrelli

La cerimonia di premiazione della 35ª edizione dei David di Donatello si è svolta il 2 giugno 1990 al Teatro delle Vittorie di Roma.

## Vincitori
Miglior film
- Porte aperte, regia di Gianni Amelio
- Palombella rossa, regia di Nanni Moretti
- La voce della Luna, regia di Federico Fellini
- Il male oscuro, regia di Mario Monicelli
- Storia di ragazzi e di ragazze, regia di Pupi Avati

Miglior regista
- Mario Monicelli - Il male oscuro
- Gianni Amelio - Porte aperte
- Pupi Avati - Storia di ragazzi e di ragazze
- Federico Fellini - La voce della Luna
- Nanni Loy - Scugnizzi
- Nanni Moretti - Palombella rossa

Miglior regista esordiente
- Ricky Tognazzi - Piccoli equivoci
- Giacomo Campiotti - Corsa di primavera
- Gianfranco Cabiddu - Disamistade
- Livia Giampalmo - Evelina e i suoi figli
- Monica Vitti - Scandalo segreto

Migliore sceneggiatura
- Pupi Avati - Storia di ragazzi e di ragazze
- Nanni Moretti - Palombella rossa
- Suso Cecchi D'Amico e Tonino Guerra - Il male oscuro
- Gianni Amelio, Vincenzo Cerami e Alessandro Sermoneta - Porte aperte
- Nanni Loy e Elvio Porta - Scugnizzi

Migliore produttore
- Mario Cecchi Gori, Vittorio Cecchi Gori e Gianni Minervini - Turné
- Mario Orfini - Mio caro dottor Gräsler
- Angelo Barbagallo e Nanni Moretti - Palombella rossa
- Angelo Rizzoli - Porte aperte
- Giovanni Di Clemente - Scugnizzi
- Mario Cecchi Gori, Vittorio Cecchi Gori - La voce della luna

Migliore attrice protagonista
- Elena Sofia Ricci - Ne parliamo lunedì
- Anna Bonaiuto - Donna d'ombra
- Virna Lisi - Buon Natale... buon anno
- Stefania Sandrelli - Evelina e i suoi figli
- Lina Sastri - Piccoli equivoci

Migliore attore protagonista
- Paolo Villaggio - La voce della luna (ex aequo)
- Gian Maria Volonté - Porte aperte (ex aequo)
- Sergio Castellitto - Piccoli equivoci
- Giancarlo Giannini - Il male oscuro
- Nanni Moretti - Palombella rossa
- Massimo Troisi - Che ora è

Migliore attrice non protagonista
- Nancy Brilli - Piccoli equivoci
- Amanda Sandrelli - Amori in corso
- Stefania Sandrelli - Il male oscuro
- Mariella Valentini - Palombella rossa
- Pamela Villoresi - Evelina e i suoi figli

Migliore attore non protagonista
- Sergio Castellitto - Tre colonne in cronaca
- Vittorio Caprioli - Il male oscuro
- Roberto Citran - Piccoli equivoci
- Ennio Fantastichini - Porte aperte
- Alessandro Haber - Willy Signori e vengo da lontano

Migliore direttore della fotografia
- Giuseppe Rotunno - Mio caro dottor Gräsler
- Tonino Delli Colli - La voce della luna
- Pasqualino De Santis - Dimenticare Palermo
- Tonino Nardi - Porte aperte
- Luciano Tovoli - Che ora è

Migliore musicista
- Claudio Mattone - Scugnizzi
- Mario Nascimbene - Blue dolphin - l'avventura continua
- Riz Ortolani - Storia di ragazzi e di ragazze
- Nicola Piovani - La voce della luna
- Armando Trovajoli - Che ora è

Migliore canzone originale
- Claudio Mattone - Scugnizzi[1]
- Fiorenzo Carpi - Il prete bello
- Mario Nascimbene - Blue dolphin - l'avventura continua
- Ennio Morricone - Mio caro dottor Gräsler
- Enzo Jannacci e Paolo Jannacci - Piccoli equivoci

Migliore scenografo
- Dante Ferretti - La voce della luna
- Giantito Burchiellaro - Mio caro dottor Gräsler
- Amedeo Fago e Franco Velchi - Porte aperte
- Mario Garbuglia - L'avaro
- Franco Velchi - Il male oscuro

Migliore costumista
- Gianna Gissi - Porte aperte
- Milena Canonero, Alberto Verso - Mio caro dottor Gräsler
- Maurizio Millenotti - La voce della luna
- Danda Ortona - Scugnizzi
- Graziella Virgili - Storia di ragazzi e di ragazze

Migliore montatore
- Nino Baragli - La voce della luna
- Nino Baragli - Turné
- Ruggero Mastroianni - Dimenticare Palermo
- Simona Paggi - Porte aperte
- Amedeo Salfa - Storia di ragazzi e di ragazze

Migliore fonico di presa diretta
- Remo Ugolinelli - Porte aperte
- Franco Borni - Palombella rossa
- Tiziano Crotti - Turné
- Raffaele De Luca - Storia di ragazzi e di ragazze
- Remo Ugolinelli - Piccoli equivoci

Miglior regista straniero
- Louis Malle - Milou a maggio (Milou e mai)
- Peter Weir - L'attimo fuggente (Dead Poets Society)
- Woody Allen - Crimini e misfatti (Crimes and Misdemeanors)
- Oliver Stone - Nato il quattro luglio (Born on the Fourth of July)
- Rob Reiner - Harry, ti presento Sally... (When Harry Met Sally...)

Migliore sceneggiatura straniera
- Woody Allen - Crimini e misfatti (Crimes and Misdemeanors)

Migliore produttore straniero
- Noel Pearson - Il mio piede sinistro (My Left Foot)

Migliore attrice straniera
- Jessica Tandy - A spasso con Daisy (Driving Miss Daisy)
- Kathleen Turner - La guerra dei Roses (The War of the Roses)
- Meg Ryan - Harry, ti presento Sally... (When Harry Met Sally...)
- Miou-Miou	- Milou a maggio (Milou en mai)
- Mia Farrow	- Crimini e misfatti (Crimes and Misdemeanors)

Miglior attore straniero
- Philippe Noiret - La vita e niente altro (La vie et rien d'autre)
- Woody Allen - Crimini e misfatti (Crimes and Misdemeanors)
- Robin Williams - L'attimo fuggente (Dead Poets Society)
- Tom Cruise - Nato il quattro luglio (Born on the Fourth of July)
- Michael Douglas - La guerra dei Roses (The War of the Roses)

Miglior film straniero
- L'attimo fuggente (Dead Poets Society), regia di Peter Weir
- Crimini e misfatti (Crimes and Misdemeanors), regia di Woody Allen
- Milou a maggio (Milou en mai), regia di Louis Malle
- L'amico ritrovato (Reunion), regia di Jerry Schatzberg
- La vita e niente altro (La vie et rien d'autre), regia di Bertrand Tavernier

Premio Alitalia
- Nino Manfredi

David Luchino Visconti
- Éric Rohmer

David speciale
- Alberto Sordi